# Dina Guerri-Manfredini
Dina Guerri, vedova Manfredini (Pievepelago, 4 aprile 1897 – Johnston, 17 dicembre 2012), è stata una supercentenaria italiana naturalizzata statunitense, vissuta 115 anni e 257 giorni. Detenne il titolo di decana dell'umanità dal 4 dicembre 2012 sino alla sua morte. Alla sua morte risultava essere la nona persona più longeva di tutti i tempi, nonché la prima tra quelle nate in Italia. Occupa il 38º posto nella lista delle 100 persone più longeve accertate.

## Biografia
Nata il 4 aprile 1897 a Casa Guerri, frazione di Sant'Andrea Pelago, nel comune di Pievepelago, in Provincia di Modena, da Carlo e Maria Guerri, vi trascorse l'infanzia e l'adolescenza. Sposatasi con Riccardo Manfredini, il 22 dicembre 1920, ad appena 23 anni, emigrò negli Stati Uniti, si recò ad abitare nello stato dell'Iowa, dove il marito lavorava in miniera; qui ebbero quattro figli.
Rimasta vedova del marito sessantottenne nel 1965, per mantenersi dovette trovare un impiego; fu dunque assunta come donna delle pulizie. Avrebbe continuato a svolgere tale mestiere sino a un'età estremamente avanzata, 90 anni.
Conservandosi in ottima e sorprendente salute, continuò a praticare la danza sino a 103 anni, mentre a 106 primavere spazzava ancora la neve dal cortile della propria abitazione. 
A 110 anni Dina Manfredini decise di stabilirsi in una residenza per anziani, il Bishop Drumm Retirement Center, non particolarmente lontano dalla casa in cui abitava dal 1939.
A 114 anni, per quanto messa in difficoltà dagli acciacchi dell'avanzatissima età, riusciva a muoversi con l'aiuto di un deambulatore e aveva solo qualche problema all'udito; rispondeva, a chi domandava i "segreti" della sua longevità: "Sono sempre stata in movimento e ho lavorato tanto". Ricondusse la motivazione della propria lunga vecchiaia al non aver mai consumato farmaci. 
Dopo aver superato il precedente record di Venere Pizzinato ed essere diventata la persona più longeva di sempre nata in Italia, il 4 aprile 2012 celebrò i 115 anni; a causa di un peggioramento del suo quadro clinico, a partire da quel periodo iniziò a interagire con gli altri soprattutto in italiano, facendo scarso uso dell'inglese.
Per il raggiungimento dei 115 anni ricevette le congratulazioni del presidente degli Stati Uniti Barack Obama.
Il 4 dicembre 2012, alla morte della cento sedicenne Besse Cooper, Dina ereditò il primato di persona vivente più anziana. Giunta all'età di 115 anni e 252 giorni, divenne la persona emigrata più anziana la cui età sia mai stata confermata, superando il dano-americano Christian Mortensen. 
Dina Manfredini morì il 17 dicembre dello stesso anno, solo tredici giorni dopo essere divenuta donna più anziana del mondo, all'età di 115 anni e 257 giorni. "Ereditò" il primato il giapponese Jirōemon Kimura, di quindici giorni più "giovane" e destinato a divenire l'uomo più longevo di sempre. Le sopravvissero tre dei quattro figli avuti, sette nipoti, sette pronipoti e dodici bisnipoti.

## Verifica dell'età
La verifica dell'età di Dina Manfredini fu svolta non molto dopo il compimento dei suoi 110 anni, nel 2007, da Giovanni Alunni, Filipe Prista Lucas e Robert D. Young. Per la convalida furono presi in considerazione i principali documenti della prima parte della sua vita, partendo dal suo certificato di nascita italiano, conservato nel comune in cui venne alla luce. Tale documento le attribuiva la data in cui lei stessa affermava di essere nata, il 4 aprile 1897. Il giorno, il mese e l'anno sono stati sostenuti da tutti i certificati e censimenti che la riguardavano, e perciò la validazione è stata lineare; solo un documento, emesso dall'Iowa department of Elder Affairs quando la Manfredini aveva ormai raggiunto una ragguardevole età, le attribuiva un mese in meno.
Per poter definitivamente porre fine ad ogni dubbio circa la possibilità che Dina Guerri non avesse l'età di 115 anni (e che cioè fosse avvenuto uno scambio d'identità, come con Damiana Sette, nota centenaria villagrandese), è stata svolta un'opera di ricostruzione familiare, che ha chiarito le date di nascita e di morte delle sorelle (Lucia, Esterina), e del fratello (Angelo) della supercentenaria. Anche i dati anagrafici dei figli della Manfredini furono vagliati: la figlia maggiore della donna, Mary (1921), aveva 91 anni al momento della morte della madre, il figlio Dante (1922-2016) 90 e la figlia Enes 84. All'epoca era già deceduto un figlio di Dina, Rudolph (1924-1997). Tutti questi elementi "rendono indubbia la affermazione secondo la quale Dina Manfredini avesse 115 anni".